# 米德尔敦 (特拉华州)
米德尔敦（英語：Middletown），是美国特拉华州纽卡斯尔县（New Castle）下属的一座城镇，面积为32.04平方公里，其中31.69平方公里为陆地，0.34平方公里为水域。2011年的数据显示该地有人口18,995人。论人口在本州排行第4。